# Detector de Daly

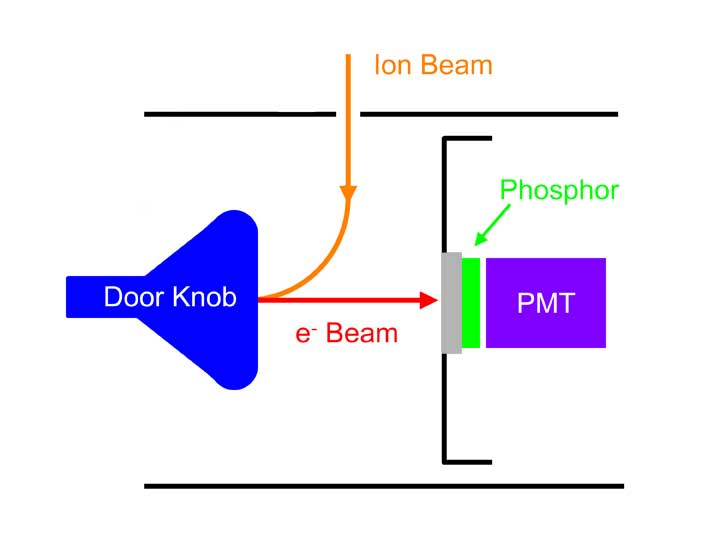
Detector de partículas cargadas tipo Daly. El diagrama es un trabajo original adaptado de N. R. Daly, Scintillation Type Mass Spectrometer ion Detector. Rev. Sci. instrumento 3, 31, 264-267 (1960).

Un detector Daly es un detector de iones en fase gaseosa que consta de un "mango" metálico, un centelleador y un fotomultiplicador. Lleva el nombre de Norman R. Daly, su inventor. Es un detector de uso frecuente en espectrometría de masas.

## Principio de funcionamiento
Los iones que golpean el metal liberan un electrón secundario. Un alto voltaje (aprox. -20.000 V) entre el metal y el centelleador acelera los electrones en el propio centelleador, que emite fotones. Los fotones son detectados por el fotomultiplicador.
La ventaja de un detector Daly es que el fotomultiplicador puede estar separado por una ventana que lo separa del alto vacío del espectrómetro y que evita una posible contaminación y prolongando la vida útil del detector. El detector Daly también produce una alta aceleración después del analizador, lo que mejora la sensibilidad para iones pesados.